# Cyrtophorinae
Cyrtophorinae – podrodzina pająków z rodziny krzyżakowatych.

## Charakterystyka
Charakterystycznymi cechami morfologicznymi tych pająków są: bulbus samca ze skręconym w kierunku przeciwnym do ruchu wskazówek zegara embolusem oraz gruszkowate pólko przędne na wierzchołku kądziołków przędnych pary przednio-bocznej zredukowane do wstęgi w tylnej ich części.
Ponadto wykazują one synapomorfie behawioralne związane z budową sieci łownych. Są one zorientowane poziomo, tworzą bardzo gęstą siateczkę, a w ich budowie nie jest wykorzystywana przędza lepka.

## Taksonomia
Takson ten wprowadzony został w 1895 roku przez Eugène'a Simona jako plemię Cyrtophoreae w obrębie krzyżakowatych. Autor ten ustanowił je jako takson monotypowy, umieszczając w nim pojedynczy rodzaj Cyrtophora. Jednakże Simon potraktował wówczas Hentzia jako zsynonimizowany Cyrtophora, tymczasem później został on uznany za odrębny rodzaj pod wprowadzoną w 1903 roku przez Simona nazwą Mecynogea, jako że Hentzia okazała się być młodszym homonimem. W ciągu XX wieku większość autorów umieszczała rodzaje Cyrtophora i Mecynogea w odrębnych podrodzinach, ten drugi często w Argiopinae. Powrót do koncepcji Cyrtophorinae jako kladu obejmującego Cyrtophora i Mecynogea nastąpił w latach 80. XX wieku. W 1989 roku Jonathan A. Coddington dostarczył pierwszego dowodu morfologicznego wskazującego na ich monofiletyzm. W przeciwieństwie do innych Araneoidea gruszkowate pólko przędne na wierzchołku kądziołków przędnych pary przednio-bocznej okazało się być u tych rodzajów zredukowane do wstęgi w tylnej ich części. W 1997 roku Nikolaj Scharff i Jonathan A. Coddington dokonali analizy filogenetycznej krzyżakowatych, rozpoznając cztery cechy wspierające monofiletyzm Cyrtophorinae. Podrodzina ta zajęła w jej wynikach pozycję siostrzaną dla Argiopinae. W tym samym roku Herbert Walter Levi zrewidował amerykańskich przedstawicieli Cyrtophorinae, wyróżniając dwa nowe rodzaje, Manogea i Kapogea. Kolejny rodzaj, australijskiego Cyrtobill, wprowadzili w 2009 roku Volker W. Framenau i Nikolaj Scharff. W podrodzinie tej bywał także umieszczany afrykański Megaraneus, jednak Framenau i Scharff wskazali na błędność takiej klasyfikacji, wynikającą z niewykazywania przez niego charakterystycznych dla podrodziny cech budowy sieci.
Do podrodziny tej należy 66 opisanych gatunków, zgrupowanych w 5 rodzajach:
- Cyrtobill Framenau & Scharff, 2009
- Cyrtophora Simon, 1864
- Kapogea Levi, 1997
- Mecynogea Simon, 1903
- Manogea Levi, 1997